# Agnes Wabnitz
Agnes Wabnitz (ur. 10 grudnia 1841 w Gliwicach, zm. 28 sierpnia 1894 w Berlinie) – niemiecka szwaczka, działaczka ruchu robotniczego.

## Życiorys
Córka Karla i Karoline Wabnitzów, miała dwóch braci i dwie siostry (jedną zmarłą w dzieciństwie). Jej ojciec prowadził zajazd w Gliwicach. Rodzina była zamożna, ale jej sytuacja pogorszyła się po śmierci Karla Wabnitza, gdy brat roztrwonił majątek rodziny. Prawdopodobnie Agnes Wabnitz ukończyła jedynie szkołę podstawową. Po śmierci ojca zaczęła pracować jako krawcowa. Po 1860 r. udała się do Królestwa Polskiego, by pracować jako guwernantka. Jako że w kolejnych rodzinach solidaryzowała się ze służbą domową i nie podporządkowywała się łatwo pracodawcom, kilkakrotnie była zwalniana. Najprawdopodobniej na początku lat 70. przeprowadziła się do Berlina, gdzie żył już jej brat. Podjęła pracę szwaczki. Ze swojej pensji utrzymywała dwie córki brata, który popadł w alkoholizm, opiekowała się również ciężko chorą matką.
W niemieckiej stolicy zetknęła się z ruchem socjalistycznym. Wstąpiła do Branżowego Związku Berlińskich Szwaczek. W 1885 r. występowała na spotkaniu założycielskim Związku Robotnic (Verein zur Vertretung der Interessen der Arbeiterinnen) i została wybrana do komitetu agitacyjnego organizacji. W swoich przemówieniach walczyła o prawa robotników i kobiet, głosiła też hasła wolnomyślicielskie i antyklerykalne, zyskując wielką popularność w Berlinie. W 1886 r. na mocy ustaw antysocjalistycznych Związek Robotnic został rozwiązany, a członkinie jego kierownictwa ukarano grzywną. W roku następnym władze zdelegalizowały również związek szwaczek, a Agnes Wabnitz, jako jedna z dwóch jego współprzewodniczących, została ukarana grzywną w wysokości 15 marek. Od 1890 r. ponownie należała do związku krawców i brała udział w jego pierwszej ogólnokrajowej konferencji.
W 1891 r. występowała publicznie we Frankfurcie nad Menem, przemawiając na temat sytuacji kobiet pracujących w przemyśle, wezwała też robotnice do organizowania się. Za próbę zorganizowania stowarzyszenia została ukarana tygodniowym aresztem. W 1892 r. ponownie została ukarana trzydniowym aresztem. W lipcu 1892 r. została oskarżona o bluźnierstwo i obrazę majestatu. Zarzut bluźnierstwa postawiono jej po tym, gdy stwierdziła, że Kościół katolicki czci Najświętszą Maryję Pannę, która zaszła w ciążę nie będąc mężatką, tymczasem robotnice z nieślubnymi dziećmi są przez Kościół poniżane. Natomiast oskarżenie o obrazę majestatu postawiono jej za stwierdzenie, że cesarz Niemiec zawdzięcza władzę nie Bogu, a kanclerzowi Ottonowi von Bismarckowi. Została skazana na 10 miesięcy więzienia. W więzieniu Agnes Wabnitz podjęła strajk głodowy. Była karmiona siłą w szpitalu Charité, a następnie przeniesiono ją do zakładu dla psychicznie chorych Dalldorf/Wittenau, który opuściła w grudniu 1892 r. Jej decyzja o podjęciu protestu głodowego nie została dobrze przyjęta przez inne robotnice.
Osłabiona po strajku głodowym i przymusowym odżywianiu, Wabnitz spędziła pierwszą połowę r. 1893 w szpitalu w berlińskiej dzielnicy Friedrichshain. Następnie zaczęła ponownie występować publicznie, nie tylko w Berlinie, ale też w innych miastach Niemiec. Wstąpiła także do Towarzystwa Etycznego. W lipcu 1894 r. została wezwana do odbycia pozostałej części zasądzonej wcześniej kary więzienia. 28 sierpnia tego samego roku miała zgłosić się do berlińskiego więzienia dla kobiet przy Barnimstrasse. Nie godząc się z wyrokiem, Agnes Wabnitz popełniła w tymże dniu samobójstwo na cmentarzu poległych w marcu 1848 r. podczas stłumionej rewolucji w Berlinie. Zażyła truciznę. Na jej pogrzeb 1 września 1894 r. przybyło według różnych źródeł 40 lub nawet 60 tys. ludzi; przerodził się on w manifestację ruchu robotniczego i był jednym z największych takich zgromadzeń w swoich czasach. Na grobie Wabnitz na cmentarzu złożono w dniu pogrzebu 630 wieńców, więcej niż kilka lat wcześniej na grobie Wilhelma I.

## Upamiętnienie
Jej przyjaciółka Bertha Glogau jeszcze w roku śmierci Wabnitz spisała i opublikowała jej biografię.
Agnes Wabnitz jest bohaterką powieści Bruno Schönlanka.
W 2000 r. jej imię nadano ulicy w berlińskiej dzielnicy Prenzlauer Berg.